# Вестфоссен
Ве́стфоссен — посёлок в коммуне Эвре-Эйкер фюльке Бускеруд в Норвегии. Согласно переписи населения, в 2008 году население Вестфоссена составляло 2867 человек.

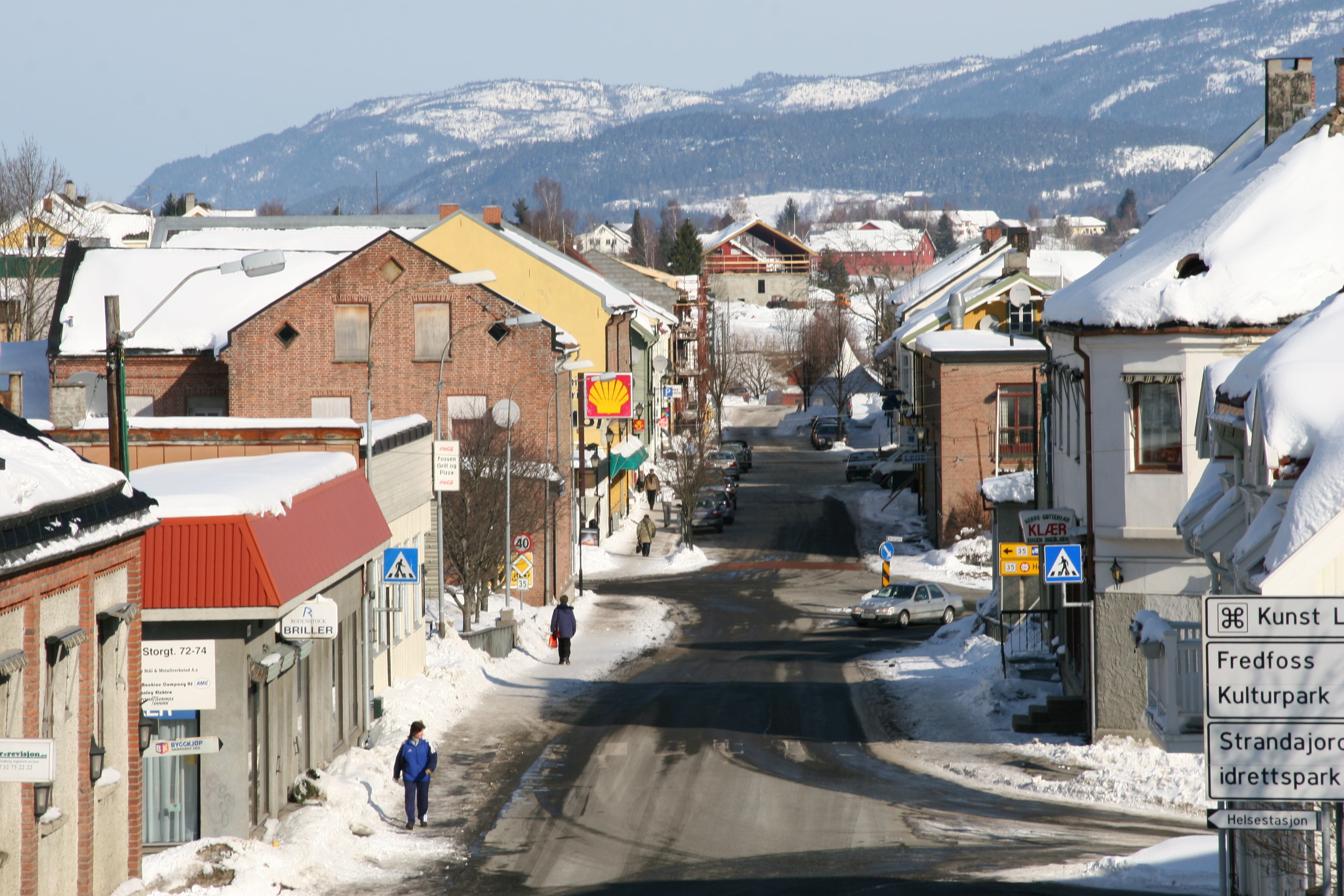
Главная улица Вестфоссена

## История
Вестфоссен — бывший индустриальный город с традициями, относящимися к XVI веку. В то время поместье, известное сейчас как Фоссесхольм, стало центром по посадке и рубке древесины, с целью создания крупной лесопильной индустрии. Вскоре возникли другие виды индустрий. Самыми влиятельными среди них были Вестфоссенская целлюлозно-бумажная фабрика и текстильная фабрика «Fredfos Uldvarefabrik». Индустриальный кризис, возникший в 1970-х годах, привел к экономическому спаду этих фабрик и большая часть потенциала местной индустрии не использовалась в течение долгого времени. Культурные усилия привели к основанию здесь нескольких культурных институтов, самым значительным из которых является современная художественная галерея «Vestfossen Kunstlaboratorium», основанная художником Мортеном Вискумом.
Жители Вестфоссена называет свой посёлок «культурной столицей».